# Scott Bakula
Scott Stewart Bakula (Saint Louis, 9 ottobre 1954) è un attore statunitense, noto per aver interpretato il personaggio di Sam Beckett nella serie televisiva In viaggio nel tempo – serie che gli ha fatto vincere un Golden Globe come miglior attore in una serie drammatica nel 1992 – e il capitano Jonathan Archer nella serie televisiva Star Trek: Enterprise.

## Biografia
Inizia come cantante di musical a Broadway e poi attore in numerose serie televisive. In seguito Bakula si divide tra la televisione in altre miniserie, performance musicali in teatro e film, tra i quali American Beauty (Oscar al miglior film nel 2000).
Dal 1989 al 1993 interpreta il dottor Sam Beckett, nella serie televisiva di fantascienza incentrata sul viaggio nel tempo, In viaggio nel tempo (Quantum Leap), al fianco di Dean Stockwell. Sam Beckett è uno scienziato che si trova scaraventato di volta in volta in varie epoche e al centro di vari avvenimenti, secondo il capriccio del computer che governa il progetto Quantum Leap. Grazie alla serie Bakula ottiene un grande successo di pubblico e di critica, vincendo nel 1992 un Golden Globe come miglior attore in una serie drammatica. Nel 1996 prende parte alla serie televisiva Mr. & Mrs. Smith.
Nel 2001 è chiamato dalla Paramount per interpretare il capitano Jonathan Archer in Star Trek: Enterprise, la quinta serie televisiva live-action del franchise di fantascienza Star Trek. La serie termina con la quarta stagione, il 13 maggio 2005, dopo 98 episodi.
Nel marzo del 2006 Bakula riprende il ruolo di protagonista nella commedia musicale Shenandoah, ambientata durante la guerra civile americana. Lo spettacolo è replicato fino alla fine di aprile, al Ford Theatre di Washington. Nel gennaio 2008 appare come ospite nella serie televisiva Boston Legal, insieme a William Shatner (lo storico capitano James T. Kirk della serie originale Star Trek). Bakula è poi con Matt Damon nel cast del film The Informant! di Steven Soderbergh, uscito nel 2009. Interpreta il personaggio di Stephen Bartowski, padre di Chuck (Zachary Levi), nel telefilm statunitense Chuck durante le ultime quattro puntate della seconda stagione televisiva e le ultime tre della terza stagione. Dal marzo 2014 è il protagonista di NCIS: New Orleans, spin-off di NCIS, in cui interpreta il ruolo dell'agente Dwayne Cassius Pride nei primi due episodi e da settembre nella prima stagione. La serie termina nel maggio 2021 dopo 7 stagioni e 155 episodi.

## Vita privata
È sposato con l'attrice statunitense Chelsea Field e ha quattro figli.

## Filmografia parziale

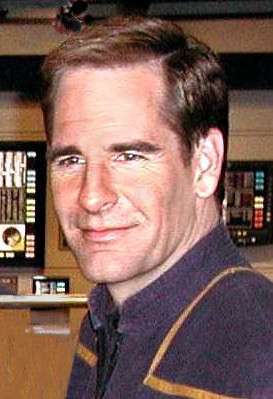
Scott Bakula nelle vesti del capitano Jonathan Archer nel set di Star Trek: Enterprise (2001)

### Attore

#### Cinema
- Scappatella con il morto (Sibling Rivalry), regia di Carl Reiner (1990)
- Campioni di guai (Necessary Roughness), regia di Stan Dragoti (1991)
- Volo 771: Missione Norfolk (Mercy Mission: The Rescue of Flight 771), regia di Roger Young (1993)
- Il colore della notte (Color of Night), regia di Richard Rush (1994)
- Le regole dell'omicidio (A Passion to Kill), regia di Rick King (1994)
- Mi familia (My Family), regia di Gregory Nava (1995)
- Il signore delle illusioni (Clive Barker's Lord of Illusions), regia di Clive Barker (1995)
- Major League - La grande sfida (Major League: Back to the Minors), regia di John Warren (1998)
- American Beauty, regia di Sam Mendes (1999)
- L'ultimo sogno (Life as a House), regia di Irwin Winkler (2001)
- The Informant!, regia di Steven Soderbergh (2009)
- The Captains, regia di William Shatner - documentario (2011)
- Geography Club, regia di Gary Entin (2013)
- Elsa & Fred, regia di Michael Radford (2014)
- L'estate addosso, regia di Gabriele Muccino (2016)

#### Televisione
- In viaggio nel tempo (Quantum Leap) – serie TV, 97 episodi (1989-1993)
- The Invaders – miniserie TV, 2 episodi (1995)
- Mr. & Mrs. Smith – serie TV, 13 episodi (1996)
- NetForce - Squadra speciale on-line (NetForce), regia di Robert Lieberman – film TV (1999)
- What Girls Learn, regia di Lee Rose – film TV (2001)
- Star Trek: Enterprise – serie TV, 98 episodi (2001-2005) - Jonathan Archer
- Blue Smoke, regia di David Carson – film TV (2007)
- La complicata vita di Christine (The New Adventures of Old Christine) – serie TV, 4 episodi (2006-2010)
- Boston Legal – serie TV, episodio 4x13 (2008)
- Chuck – serie TV, 7 episodi (2009-2010)
- Men of a Certain Age – serie TV, 20 episodi (2009-2011)
- Desperate Housewives – serie TV, 5 episodi (2012)
- Law & Order - Unità vittime speciali (Law & Order: Special Victims Unit) – serie TV, 1 episodio (2012)
- Due uomini e mezzo (Two and a Half Men) – serie TV, episodio 10x20 (2013)
- Dietro i candelabri (Behind the Candelabra), regia di Steven Soderbergh – film TV (2013)
- Looking – serie TV, 8 episodi (2014-2015)
- NCIS - Unità anticrimine (NCIS) – serie TV, 4 episodi (2014-2017)
- NCIS: New Orleans – serie TV, 155 episodi (2014-2021)
- Only Murders in the Building – serie TV, episodio 4x01 (2024)

### Doppiatore

#### Cinema
- Cats Don't Dance, regia di Mark Dindal (1997)
- Source Code, regia di Duncan Jones (2011)

#### Televisione
- Adventures from the Book of Virtues – serie animata, episodio 2x03 (1998) - Elbegast the Robber Knight
- Chuck – serie TV, episodio 4x07 (2010) - Steve Bartowski
- I Simpson (The Simpsons) – serie animata, episodio 31x10 (2019) - Scott Bakula

#### Videogiochi
- Star Trek: Legacy (2006) - Jonathan Archer
- Star Trek Online (2010) - Jonathan Archer

### Regista
- In viaggio nel tempo (Quantum Leap) – serie TV, episodi 4x05-4x17-5x11 (1991-1992)

### Sceneggiatore
- Prowler, regia di Peter Bogdanovich – film TV (1995)

## Teatro (parziale)
- Shenandoah (2006)

## Riconoscimenti (parziale)
- Golden Globe
  - 1991 - Candidatura come miglior attore in una serie drammatica per In viaggio nel tempo
  - 1992 - Miglior attore in una serie drammatica per In viaggio nel tempo
  - 1993 - Candidatura come miglior attore in una serie drammatica per In viaggio nel tempo

## Doppiatori italiani
Nelle versioni in italiano delle opere in cui ha recitato, Scott Bakula è stato doppiato da:
- Marco Mete in NetForce - Squadra speciale on-line, NCIS: Unità anticrimine, NCIS - New Orleans, Only Murders in the Building
- Roberto Draghetti in American Beauty, Dietro i candelabri, Looking
- Francesco Prando in Blue Smoke, Law & Order - Unità vittime speciali
- Antonio Sanna in Scappatella con il morto, Elsa & Fred
- Saverio Indrio ne Le regole dell'omicidio, C'è sempre il sole a Philadelphia
- Massimo Lodolo in Volo 771: Missione Norfolk
- Gianluca Tusco in Due uomini e mezzo
- Mauro Gravina ne Il colore della notte
- Paolo Marchese in Star Trek: Enterprise
- Davide Marzi ne L'ultimo sogno
- Roberto Pedicini in Mr. & Mrs. Smith
- Stefano Mondini ne Il mio migliore amico
- Mario Cordova in Desperate Housewives
- Gianni Bersanetti in Colpo letale
- Raffaele Farina ne Gli invasori sono tra noi
- Francesco Pannofino in Campioni di guai
- Gioacchino Maniscalco ne Il signore delle illusioni
- Massimo Giuliani in In viaggio nel tempo
- Pino Insegno in The Informant!
- Roberto Chevalier in Boston Legal
- Pasquale Anselmo in Chuck
- Sergio Luzi in What We Do in the Shadows

Da doppiatore è sostituito da:
- Luca Biagini in Source Code